# Сергиевское (Ливенский район)
Сергиевское — село в Ливенском районе Орловской области России. 

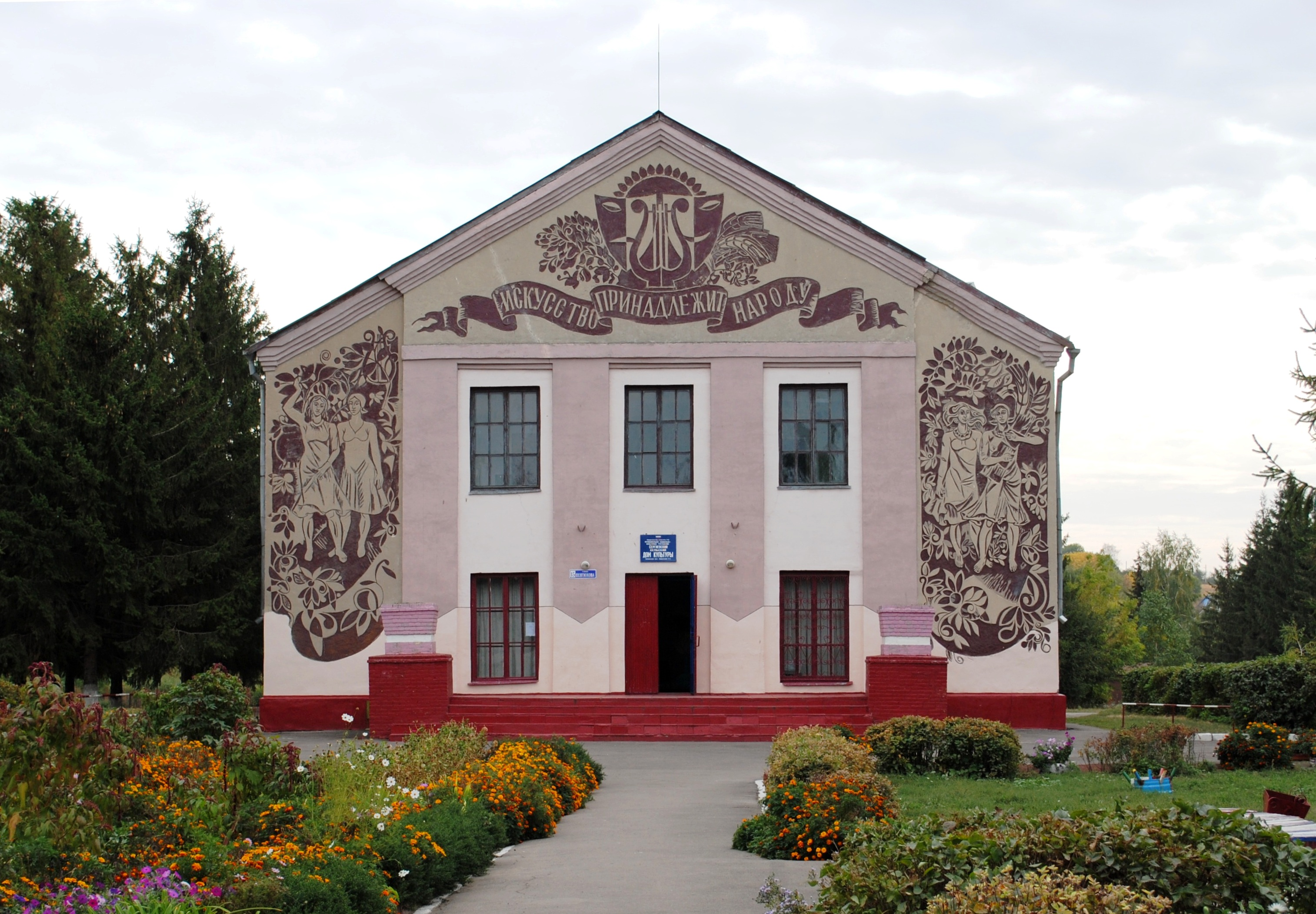
Сергиевский Дом Культуры

Административный центр Сергиевского сельского поселения в рамках организации местного самоуправления и центр Сергиевского сельсовета в рамках административно-территориального устройства.

## География
Расположено на реке Кшень (правом притоке р. Быстрая Сосна), к 7 км к юго-востоку от райцентра, города Ливны, и в 115 км к юго-востоку от центра города Орёл.

## Население
| 2002 | 2010  |
| ---- | ----- |
| 993  | ↗1008 |

Согласно результатам переписи 2002 года, в национальной структуре населения русские составляли 96 % от жителей.

## Этимология
Сергиевское - Голицыно получило своё название по находящемуся в этом селе храму Сергия Радонежского. А второе имя — Голицыно, как следствие того факта, что в середине XIX века принадлежало князю Михаилу Федоровичу Голицыну. Именем его внука Владимира Владимировича Голицына, последнего владельца имения, названа и центральная улица села Сергиевское. Храм построил М.Ф. Голицын в 1855 году.